# Areu (polític)
Areu (en grec antic: Ἄρευς; en llatí: Areus) fou un polític espartà que fou enviat a l'exili. Després va poder tornar a Esparta per imposició de la Lliga Aquea, que també va aconseguir fer el mateix amb Alcibíades (184 aC). Més tard Esparta el va enviar com ambaixador a Roma, on precisament va haver d'acusar els aqueus.